# Lias-d'Armagnac
Lias-d'Armagnac é uma comuna francesa na região administrativa de Occitânia, no departamento de Gers. Estende-se por uma área de 11,92 km². Em 2010 a comuna tinha 203 habitantes (densidade: 17 hab./km²).